# Джон Грей из Гроуби
Джон Грей из Гроуби (англ. John Grey of Groby; ок. 1432 — 17 февраля 1461) — английский аристократ, 7-й барон Эстли с 1457 года, старший сын Эдварда Грея из Ратина, 1-го барона Грея из Гроуби, и Элизабет Феррерс, 6-й баронессы Феррерс из Гроуби.

## Биография
Джон Грей родился около 1432 года. Мать Джона, Элизабет Феррерс, в 1445 году унаследовала титул баронессы Феррерс из Гроуби. Поскольку по английским законам женщина не могла быть членом парламента, в парламенте бароном был признан её муж Эдвард.
Эдвард Грей умер в 1457 году. Джон унаследовал титул барона Эстли. В некоторых источниках он также называется бароном Феррерс из Гроуби (или Греем из Гроуби), однако он никогда не вызывался в парламент. Представителем Элизабет Феррерс в парламенте был её второй муж, Джон Буршье.
Около 1452 года Джон женился на Елизавете Вудвилл, дочери барона Ричарда Вудвилла. Так же, как и его тесть, в войне Алой и Белой розы Джон поддерживал Ланкастеров. В составе армии королевы Маргариты Джон 17 февраля 1461 года принял участие во второй битве при Сент-Олбансе против йоркистской армии под командованием Ричарда Невилла, 16-го графа Уорика. Битва закончилась победой королевской армии, однако Джон в ней погиб.

## Брак и дети
Жена: с ок. 1452 Елизавета Вудвилл (ок. 1437 — 8 июня 1492), дочь Ричарда Вудвилла, 1-го графа Риверса, и Жакетты (Якобины) Люксембургской. Дети:
- Томас (1451 — 20 сентября 1501), 7-й барон Феррерс из Гроуби с 1483, 8-й барон Эстли с 1461, 1-й граф Хантингдон 1471—1475, 1-й маркиз Дорсет с 1475
- Ричард (ок. 1457 — 25 июня 1483)

В 1464 году Елизавета вышла замуж вторично — за короля Англии Эдуарда IV.